# JFE Holdings
JFE Holdings, Inc. (JFEホールディングス株式会社?, Jeiefuī Hōrudingusu Kabushiki-gaisha) è un'impresa con sede a Tokyo in Giappone.

## Storia
Nacque nel 2002, dalla fusione di NKK (日本鋼管株式会社?, Nihon Kōkan Kabushiki-gaisha) e Kawasaki Steel Corporation (川崎製鉄株式会社?, Kawasaki Seitetsu Kabushiki-giasha).
A quel tempo, NKK  era la seconda più grande produttrice di acciaio e Kawasaki Steel la terza. Entrambe, durante la seconda guerra mondiale, furono le più grandi produttrici di navi militari.
La JFE, oltre a produrre acciaio, è coinvolta in edilizia e, attraverso alcune filiali come la California Steel, opera negli Stati Uniti con la Fujian Sino-Japan Metal in Cina e Minas da Serra Geral in Brasile.
JFE Holdings è il quinto produttore di acciaio nel mondo. Ha diverse filiali tra cui: JFE Engineering, JFE Steel e JFE Shoji.
NKK e Siderca S.A. (gruppo Techint) hanno formato una joint-venture per la produzione di tubature senza saldature.
Nel novembre 2009, JFE insieme a JSW Steel, terzo produttore d'acciaio indiano, per costruire un impianto siderurgico nel Bengala occidentale.

## Stabilimenti
- Chiba
- Kawasaki, Kanagawa
- Kurashiki, Okayama
- Fukuyama, Hiroshima